# Las Mercedes (Torres)
Pour les articles homonymes, voir Mercedes.
Las Mercedes est l'une des dix-sept paroisses civiles de la municipalité de Torres dans l'État de Lara au Venezuela. Sa capitale est Burere.